# Kilogram

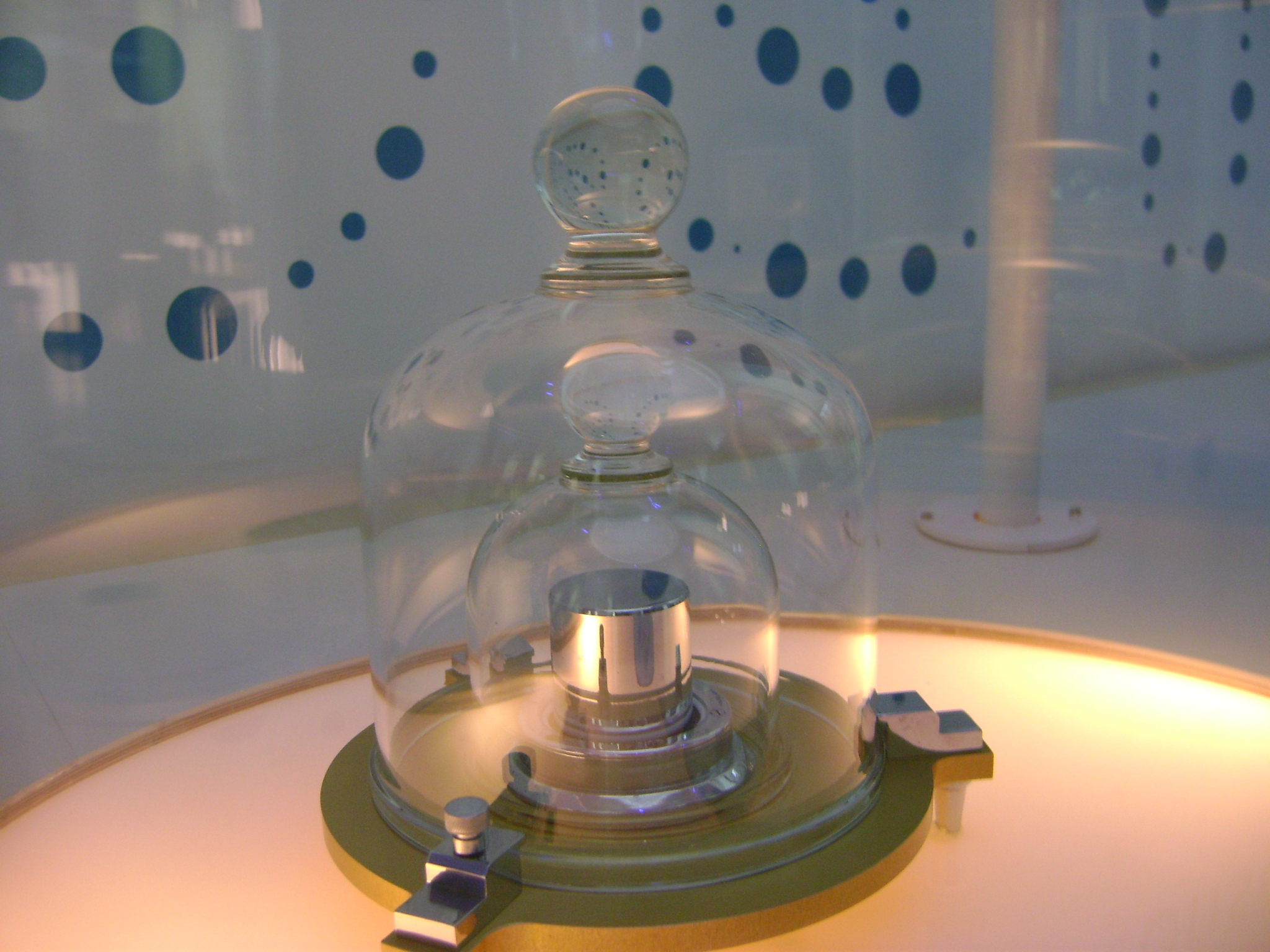
Kopia av arkivkilogrammet

Ett kilogram, förkortat kg, är grundenheten för massa i Internationella måttenhetssystemet (SI) – den enda grundenhet som bär ett SI-prefix.
Sedan 20 maj 2019 definieras ett kilogram utifrån den fysikaliska konstanten Plancks konstant. Detta ersatte den standardvikt som sedan 1889 definierats av den massa som ingår i den internationella kilogramprototypen, arkivkilogrammet, vilken förvaras hos Bureau international des poids et mesures i Paris, då den äldsta definitionen som 1 dm3 vatten visat sig vara för inexakt.

## Historik
Efter revolutionen 1789 beslöt man i Frankrike att införa det måttsystem, grundat på naturkonstanter, som en kommission tillsatt av Ludvig XVI av Frankrike utarbetat. Längdenheten meter definierades som 1/10 000 000 av avståndet från nordpolen till ekvatorn och massenheten kilogram som vikten av 1/1000 m³ vatten vid 4 °C. En cylinder av platina med denna massa tillverkades och denna cylinder fastställdes 1799 som arkivkilogrammet. I följden av Napoleons erövringar kom metersystemet att spridas i områden under fransk kontroll. Genom tillkomsten 1876 av Internationella byrån för mått och vikt, (Bureau international des poids et mesures, förkortat BIPM) kom metersystemet snabbt att få internationell spridning. Det infördes i Sverige 1878.
Man lät tillverka 43 kilogramprototyper, cylindrar bestående av 90 % platina och 10 % iridium. Valet av legering gjordes för att minimera risken för att massan förändras på grund av oxidation eller slitage. En av dessa cylindrar valdes att bli internationell kilogramprototyp, även kallad arkivkilogrammet eller Le Grand K, och de övriga blev nationella prototyper. Sverige fick på så vis Rikskilogrammet, K40, år 1889. Prototypen förvaras sedan 1976 vid Rise (tidigare namn SP Sveriges tekniska forskningsinstitut) i Borås. Denna nationella rikslikare används för att kontrollera andra likare, huvudnormaler, vilka i sin tur används för att kalibrera vågar.

## Ny definition
Le Grand K som definition av kilogrammet hade svagheter. Kilogrammet var den sista SI-enheten som definierades av ett fysiskt föremål. Det gjorde att kilogrammet inte kunde återskapas experimentellt utan endast genom direkt jämförelse med den internationella kilogramprototypen. Denna prototyp har dessutom vid jämförelse med kopior visat sig långsamt minska i vikt, oklart varför. Även den svenska K40 har tappat vikt, 40 µg relativt Le Grande K. BIPM (Internationella byrån för mått och vikt) tog därför fram en ny definition som är direkt grundad på fysikaliska konstanter, vilket gör det möjligt för vem som helst, var som helst (med rätt utrustning och rätta kunskaper) att få tillgång till det exakta måttet.
Det förslag som lades fram av BIPM 2016 antogs av CGPM (Allmänna konferensen för mått och vikt) den 16 november 2018 och trädde i kraft den 20 maj 2019. Det lyder:
"The kilogram, symbol kg, is the SI unit of mass. It is defined by taking the fixed numerical value of the Planck constant h to be 6.626 070 15 × 10-34 when expressed in the unit J s, which is equal to kg m2 s-1, where the metre and the second are defined in terms of c and Δ νCs." I svensk översättning: "Kilogram, beteckning kg, är SI-enheten för massa. Den definieras genom att det fastställda numeriska värdet av Plancks konstant h antas vara 6.626 070 15 × 10-34 när den uttrycks i enheten J s, som är lika med kg m2 s-1, där meter och sekund definieras med hänvisning till c och Δ νCs."
c = ljusets hastighet i vakuum, 299 792 458 m/s
Δ νCs = övergången mellan de två hyperfinnivåerna i grundtillståndet hos atomen 133Cs, 9 192 631 770 Hz.
Man får därigenom:
1 kg = h / (6,62607015×10-34 ) m-2 s
Förut definierades ett kilogram som vikten av kilogramprototypen, varefter Plancks konstant, h, kunde experimentellt beräknas. Enligt den nya definitionen blir det alltså tvärtom. Plancks konstant definieras som 6,62607015 × 10-34 kg m-2 s varefter (exempelvis) kilogramprototypens massa kan mätas. Värdet för h har valts så att det överensstämmer så nära som möjligt med hittills uppmätta värden.
Med den nya definitionen är det möjligt att bestämma 1 kg genom fysikaliska experiment som utnyttjar samband mellan vikt, Plancks konstant, ljushastigheten i vakuum och cesiumfrekvensen Δ νCs. Förslaget nämner tre sådana mätmetoder, men i en framtid kan andra metoder också komma att användas. De två första är praktiskt prövade och befunna tillförlitliga:

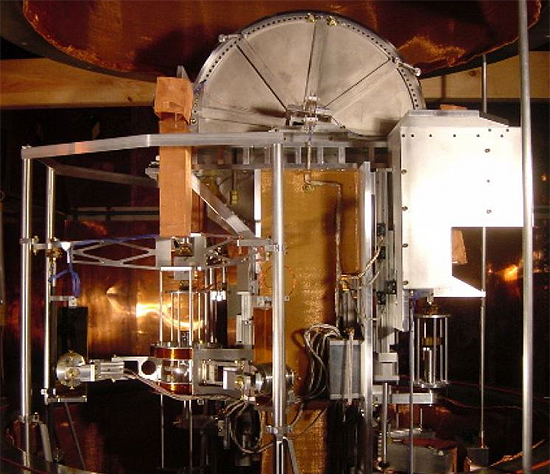
NIST (National Institute of Standards and Technology) Kibble balance

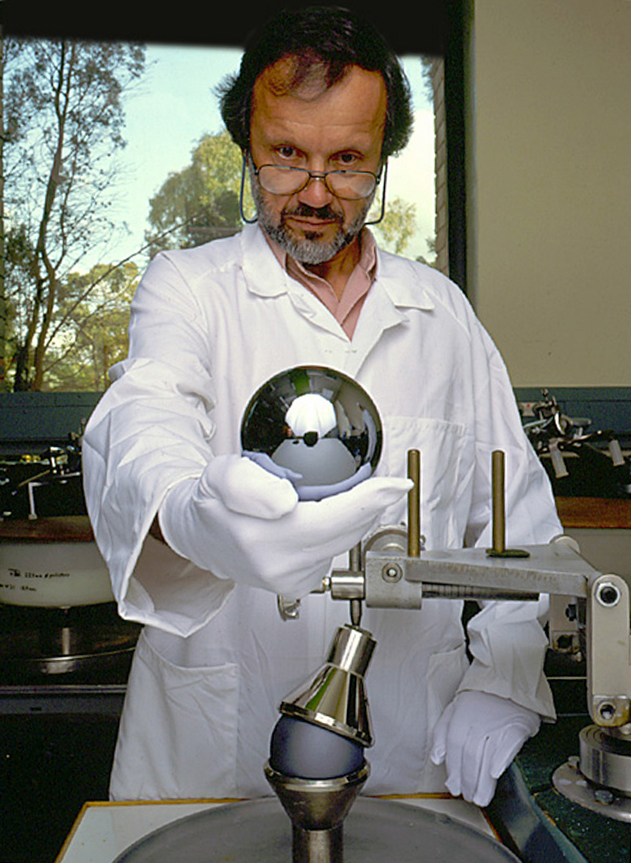
En kiselsfär motsvarande 1 kilogram

1. Kibble balance, tidigare kallad Watt balance. Utrustningen har använts för att bestämma ett värde för Plancks konstant med mycket stor noggrannhet[6]
2. Beräkning av antalet atomer i en kiselsfär med känd isotopsammansättning (och därmed känd molmassa).[7] Med ett fixerat värde för Avogadros konstant (som i sig är nära relaterad till Plancks konstant [8] [9]) och ett känt värde för kisels molvolym kan radien för en kiselsfär med massan 1 kg beräknas.[10]
3. Mätning på mikronivå av interaktioner mellan atomer

I Sverige kommer massaenheten att realiseras vid Rise i Borås med en Kibblevåg som utvecklas tillsammans med National Physical Laboratory (NPL) i London.

## Namn
Den 12 juli 2017 föreslog William Bagaria Jr. i Bowie, Maryland, USA, att ändra benämningen från kilogram till Planck, vilket skulle betyda 1 kilogram (kg) = 1 Planck (P). Detta som hedrande av Max Planck, som tog fram den konstant som nu används för att definiera 1 kilogram (kg). Benämningsförslaget kom också till för att komma bort ifrån den förvirring som råder kring att prefixet kilo finns med i benämningen för grundenheten kilogram, vilket även är uppmärksammat av BIPM. Förslaget har ännu inte godkänts av BIPM.